# VR-Baureihe Hr13
Die Baureihe Hr13 waren dieselelektrische Lokomotiven, die zwischen 1962 und 1965 von der Finnischen Staatsbahn (VR) beschafft wurden. Diese Lokomotiven mit der Achsfolge C'C' hatten zwei Dieselmotoren, die die Generatoren antrieben, und je Drehgestell einen elektrischen Fahrmotor, der all dessen Achsen antrieb (Monomotor-Drehgestell). Die ersten zwei Lokomotiven wurden 1962 von Alsthom in Belfort (Frankreich) hergestellt. Die restlichen 52 wurden zwischen 1963 und 1965 in Lizenz von Lokomo und Valmet in Finnland gebaut.

## Technische Beschreibung
Die 16-Zylinder-Viertaktdieselmotoren mit Turboaufladung hatten eine Bohrung von 175 mm und einen Hub von 190 mm. Sie trieben die Generatoren an, die den Strom für die Fahrmotoren erzeugten. Die elektrischen Fahrmotoren hatten zwei Getriebeübersetzungen: Einmal eine Getriebeübersetzung „M“ für Personenzüge, die eine Höchstgeschwindigkeit von 140 km/h erlaubte, und eine Getriebeübersetzung „G“ für Güterzüge, mit einer auf 100 km/h reduzierten Höchstgeschwindigkeit und dafür einer höheren Zugkraft. Auffällig waren die asymmetrisch außenliegenden Zahnradkästen der Achsantriebe und die innengelagerten Radsätze. Die Hr13 waren die letzten finnischen Lokomotiven, die nicht mit SA3-Mittelpufferkupplungen ausgerüstet wurden.
Auslieferungsjahr:
- 1962 Nummer 2301 + 2302
- 1963 Nummer 2303–2318
- 1964 Nummer 2319–2334 + 2336
- 1965 Nummer 2335 + 2337–2354

## VR Dr13
Am 1. Januar 1976 erfolgte eine Änderung des finnischen Baureihensystems. Im Zuge dieser Umstellung wurde die Baureihe nunmehr als Baureihe Dr13 bezeichnet.

## Betrieb
Bis zur Elektrifizierung trugen die Maschinen zuverlässig die Hauptlast des Zugverkehrs in Finnland. Sie waren die stärksten und schnellsten Diesellokomotiven der finnischen Staatseisenbahn.
Am 3. Juni 2000 wurde die letzte Lokomotive dieser Baureihe aus dem planmäßigen Dienst zurückgezogen. Im Finnischen Eisenbahnmuseum (Suomen Rautatiemuseo) in Hyvinkää ist die 1965 von Lokomo gebaute Nummer 2349 als lauffähige historische Lokomotive erhalten geblieben, ebenso wie Nummer 2343 in Haapamäki.

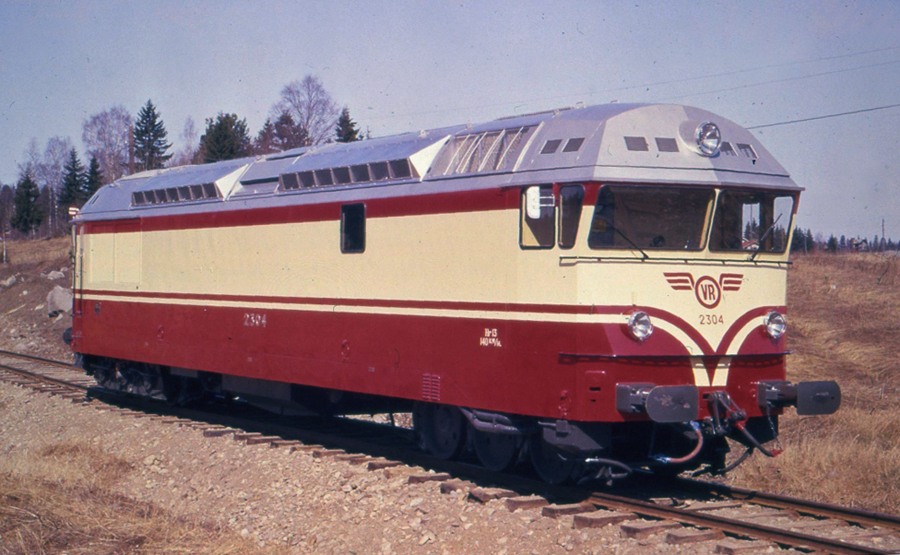
Hr13 2304 in Tampere, 1963
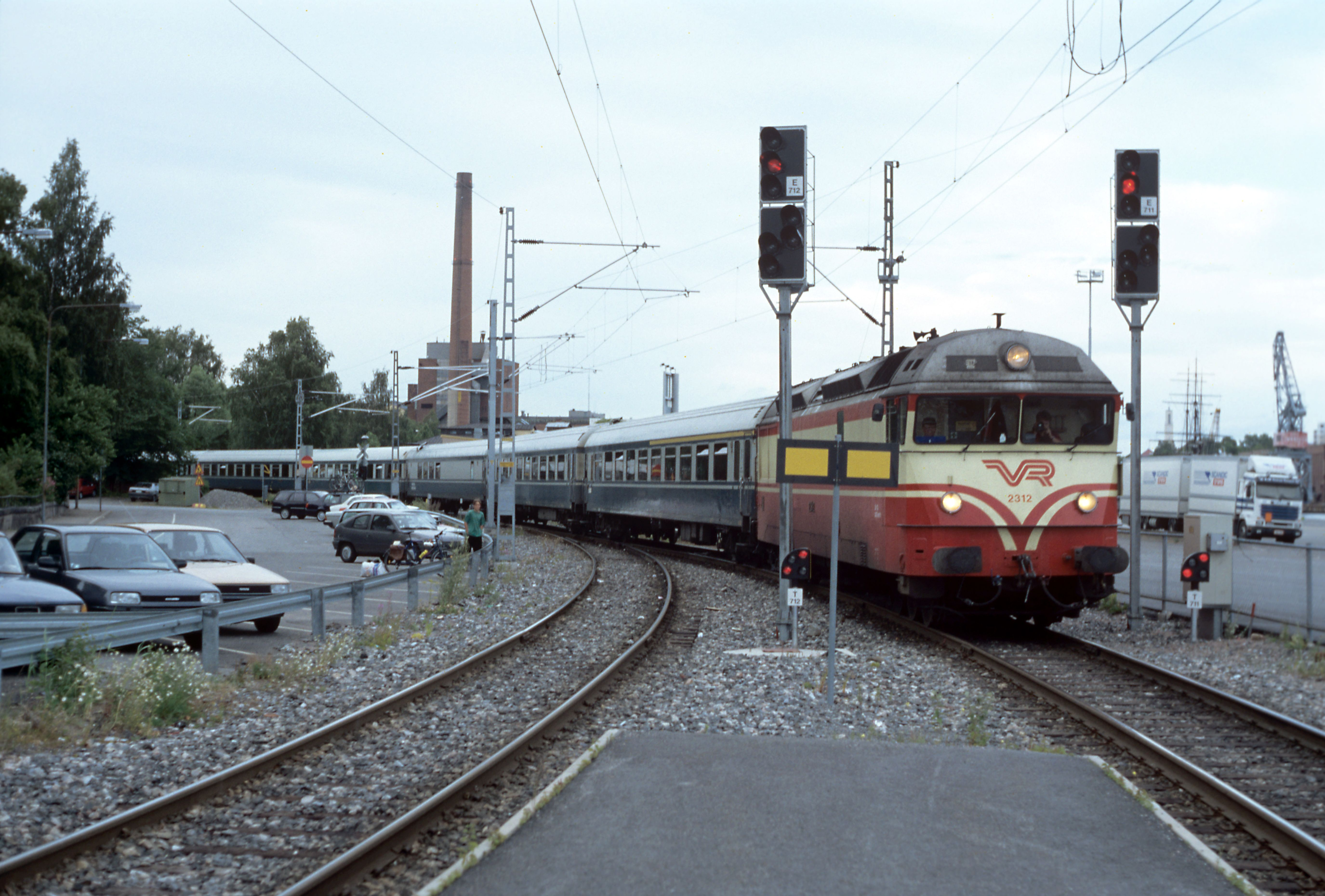
Dr13 2312 vor einem Schnellzug bei der Ankunft im Bahnhof Turku Hafen, 1995
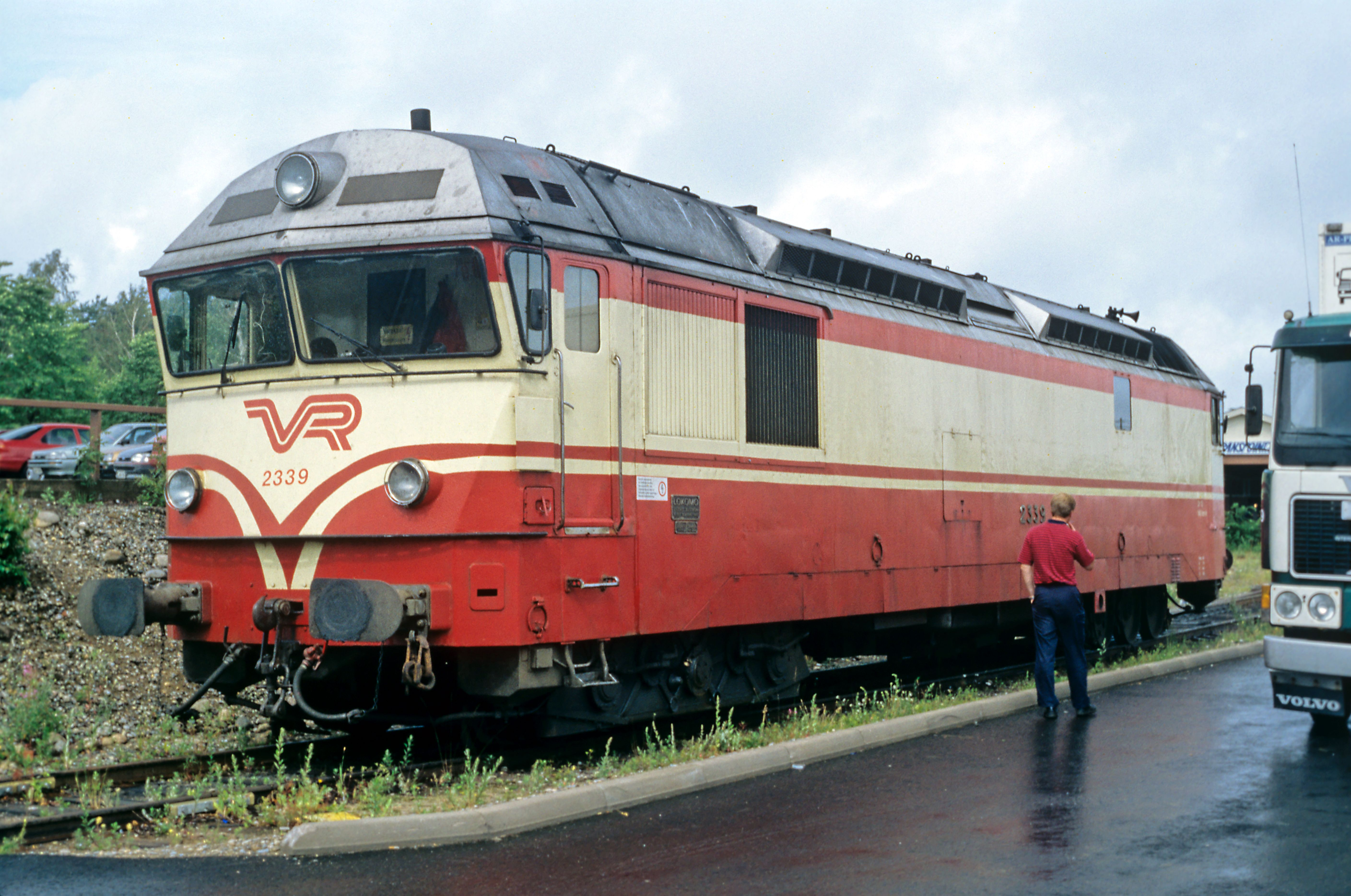
Dr13 2339 vor dem Tanken im Bahnhof Savonlinna, 1995
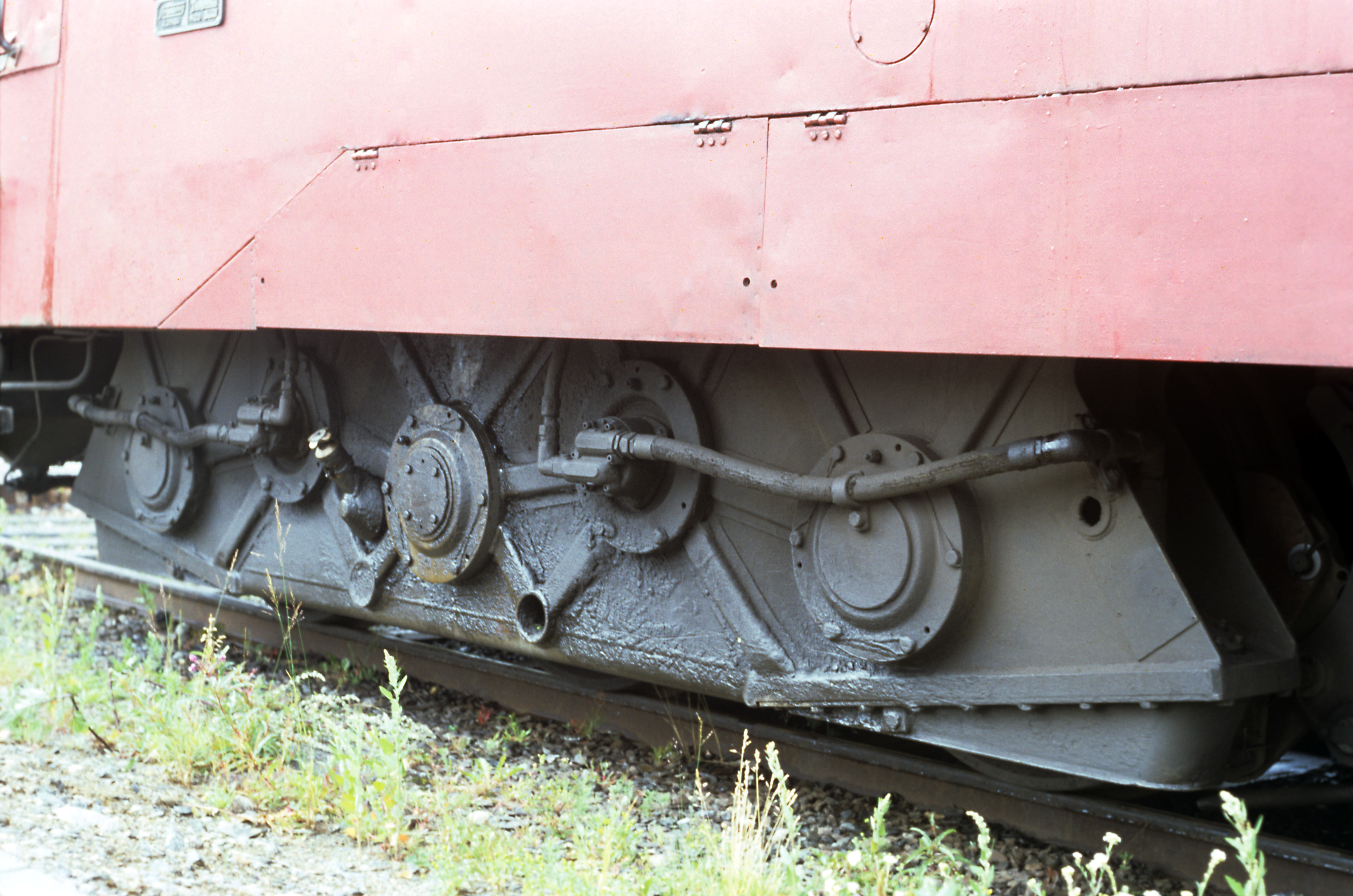
Gefederter Zahnradkasten auf der Antriebsseite